# Abbas Attar

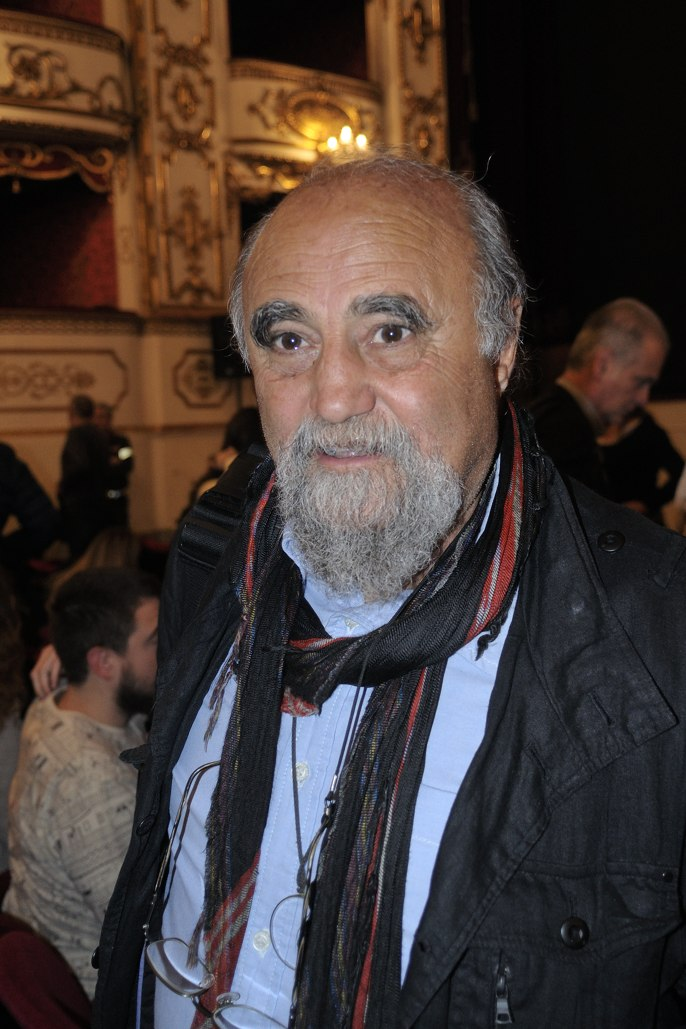

Abbas Attar (29 maart 1944 – Parijs, 25 april 2018), beter bekend als Abbas, was een Iraans fotograaf, vooral bekend van zijn fotojournalistiek werk in Biafra en Vietnam in de jaren zeventig en van zijn foto's over de islam en het christendom in een latere periode. Vanaf 1985 was hij volwaardig lid van het fotoagentschap Magnum.

## Werk
Van 1971 tot 1973 was Abbas lid van het Franse fotoagentschap Sipa. In 1974 werd hij lid van Gamma, een ander Frans fotoagentschap, waar hij tot 1980 zou blijven. In 1981 sloot hij zich aan bij het gerenommeerde Magnum, waarvan hij vier jaar later volwaardig lid werd.
Abbas fotografeerde oorlogen en revoluties in Biafra, Bangladesh, Noord-Ierland, Vietnam, het Midden-Oosten, Chili, Cuba, en Zuid-Afrika tijdens het apartheidsregime.

### Iran
Tussen 1978 en 1980 fotografeerde Abbas de revolutie in Iran. 
Na de revolutie in Iran ging Abbas in vrijwillige ballingschap. Hij zou pas zeventien jaar later, in 1997, terugkeren. Iran Diary 1971-2002 is zijn kritische interpretatie van de Iraanse geschiedenis, die als een persoonlijk dagboek is geschreven en gefotografeerd.
Abbas structureerde in dit boek zijn beelden rond drie woorden: 
Revolutions toont het Iran van de sjah en het geroezemoes van de straat, de stoet van ministers en de hoop lijken in het lijkenhuis nadat de revolutionaire dynamiek is weggeëbd. 
Exiles roept de oorlog met Irak op en de onmogelijkheid om terug te keren. Khomeini's confiscatie van de revolutie wordt bevraagd en zijn positie binnen deze geschiedenis onderzocht.
Returns, ten slotte, beschrijft en ontcijfert het hedendaagse schizofrene Iran, met baarden en chadors naast fonkelende gezichten van stijlvolle, verwesterde jongeren.

### Mexico
Return to Mexico: Journeys Beyond the Mask werd de titel van het boek en de tentoonstelling die het resultaat waren van Abbas' reis door Mexico van 1983 tot 1986. Tijdens die reis probeerde hij Mexico te fotograferen zoals een romanschrijver over het land zou schrijven.

### Religie
Abbas maakte tussen 1987 en 1994 een studie van de wereldwijde heropleving van de islam. Hij bezocht daarvoor 29 landen in vier werelddelen. Daaruit vloeide eveneens een boek en tentoonstelling voort, getiteld Allah O Akbar: A Journey Through Militant Islam.
Abbas onderzocht ook het christendom als politiek, ritueel en spiritueel verschijnsel. Zie daarvoor het boek Faces of Christianity: A Photographic Journey.
Op zoek naar een antwoord op de vraag waarom irrationele rituelen opnieuw de kop opsteken in een wereld die alsmaar meer door wetenschap en techniek wordt bepaald, verrichtte Abbas een studie naar het animisme. Hij staakte dit project echter bij de eerste verjaardag van de aanslagen van 11 september 2001 en begon toen aan een nieuw langdurig project over de botsing tussen religies. Daarbij concentreerde hij zich op het culturele verschijnsel en niet op het geloofssysteem dat religie is.

## Lijst van boeken
- Iran, la révolution confisquée, Clétrat, Parijs 1980
- Retornos a Oapan, FCE Rio de Luz, Mexico 1986
- Return to Mexico, W.W. Norton, New York 1992
- Allah O Akbar: A Journey Through Militant Islam, Phaidon, Londen, 1994
- Allah O Akbar: Voyages dans l'islam militant, Phaidon, Parijs, 1994
- Viaggio negli islam del mondo, Contrasto, Rome, 1994
- Voyage en Chrétientés, De la Martinière, Parijs 2000
- Iran Diary 1971-2002, Autrement, Parijs 2002
- Abbas, I grandi Fotografi di Magnum, Hachette, Milaan 2005
- Sur la route des esprits, Delpire, Parijs 2005
- IranDiaro: 1971-2005, Saggiatore, Italië, 2005
- The Children of Abraham (catalogus), Intervalles, Parijs 2006
- Au Nom de Qui ? Le Monde musulman après le 11-Septembre, Éditions du Pacifique, Parijs 2009
- Ali, le Combat, Sonatine, Parijs 2011
- Les Enfants du lotus: Voyage chez les bouddhistes, De la Martinière, Parijs 2011

- Bibsys: 3073498
- Biblioteca Nacional de España: XX819627
- Bibliothèque nationale de France: cb118879475 (data)
- Gemeinsame Normdatei: 122696301
- International Standard Name Identifier: 0000 0001 0854 8642
- Library of Congress Control Number: n80126632
- MusicBrainz: a8f983db-13b3-4766-aa23-d651d157750a
- Nationale Bibliotheek van Tsjechië: mzk2009521869
- Nationale Bibliotheek van Israël: 987007436606305171
- Nationale Bibliotheek van Polen: a0000001874024
- Nederlandse Thesaurus van Auteursnamen: 074892231
- PIC: 307662
- Réseau des bibliothèques de Suisse occidentale: 02-A002903060
- RKD-Nederlands Instituut voor Kunstgeschiedenis: 124335
- Système universitaire de documentation: 067131611
- Trove: 1209065
- Union List of Artist Names: 500451134
- Virtual International Authority File: 7385886